# Décret-loi
En droit, un décret-loi est un décret qui a force de loi.

## Par pays

### Espagne
En Espagne, le gouvernement est habilité à prendre des décrets-lois par la Constitution de 1978 « en cas de nécessité exceptionnelle et urgente ». Ils doivent être immédiatement soumis à débat aux Cortes Generales puis ratifiés ou rejetés par celles-ci dans un délai de trente jours suivant leur adoption.

### France
Le décret-loi a existé en droit français sous la Troisième et la Quatrième République. Il était un acte de gouvernement pris en vertu d'une habilitation législative dans un domaine relevant normalement de la compétence de la loi.

### Portugal
Au Portugal, le gouvernement est habilité à prendre des décrets-lois par la Constitution de 1976.